# Nathalie Lindborg
Nathalie Lindborg (ur. 15 kwietnia 1991) – szwedzka pływaczka, specjalizująca się głównie w stylu dowolnym.
Wicemistrzyni Europy z Debreczyna w sztafecie 4 × 100 m stylem dowolnym. Brązowa medalistka mistrzostw Europy z Budapesztu w tej samej sztafecie oraz brązowa medalistka z Debreczyna w sztafecie 4 × 100 m stylem zmiennym.